# Смирнов, Владимир Леонидович
Владимир Леонидович Смирнов (27 мая 1947, Киря, Алатырский район, Чувашская АССР, РСФСР, СССР) — советский спортсмен (вертолётный спорт). Заслуженный мастер спорта СССР по вертолетному спорту (1978), мастер спорта международного класса (1973). Абсолютный чемпион мира, 4-кратный чемпион мира в индивидуальном и командном зачётах (1973—1978), 3-кратный абсолютный чемпион СССР, 4-кратный абсолютный чемпион РСФСР, 7-кратный чемпион СССР, отличник авиации ДОСААФ (завоевал более 100 спортивных наград, в том числе 40 золотых медалей).

## Биография
Родился в Чувашии. Первый самолёт увидел в детстве, когда в их посёлок Сосновку на берегу Волги прилетел У-2. У сельской ребятни он вызывал чувство глубокого уважения. «Боялись даже подойти, смотрели издалека с опаской», — вспоминает Владимир Леонидович.
Вскоре семья переехала в Новосибирск, где маленький Володя заразился примером старшего брата, который пошёл заниматься в аэроклуб — областной «Сиблёт», а после техникума сам по направлению военкомата поступил в этот аэроклуб. В 1967-68 годах закончил Новосибирский авиационный центр ДОСААФ. В 1969 г. закончил Центральную Объединённую лётно-техническую школу ДОСААФ в Калуге по специальности инструктор-лётчик на вертолётах. В 1972 г. выполнил норматив мастера спорта СССР по вертолётному спорту.
В 1973 г. в Англии стал чемпионом Мира и получил звание мастера спорта международного класса.
В 1978 г. в Витебске стал абсолютным чемпионом Мира.
2-х кратный чемпион Мира в командном зачете (Англия — 1973 г. и Витебск — 1978 г.), 4-х кратный чемпион Мира в отдельных упражнениях.
3-х кратный абсолютный чемпион СССР (1975 г. — Ярославль, 1976 г. — Саратов, 1977 г. — Витебск), 7-ми кратный чемпион СССР в командном зачёте, 6-ти кратный чемпион СССР в отдельных упражнениях.
Многократный серебряный и бронзовый призёр чемпионатов СССР и Мира.
В 1969-2001 гг. работал в Новосибирском учебном авиационном центре и аэроклубе «Сиблет», возрождённом из Новосибирского авиационного учебного центра (во многом, по его заслуге): летчиком-инструктором, командиром звена, старшим штурманом и начальником аэроклуба. В 1997 г. Новосибирский аэроклуб, возглавляемый В. Л. Смирновым, признан лучшим в РОСТО (Российской оборонной спортивно-технической организации). В 2001 г. РОСТО (ДОСААФ) всколыхнули преобразования и «Сиблет» был реорганизован в «Новосибирский авиационно-спортивный клуб» (НАСК) РОСТО (ДОСААФ), который возглавил Сергей Анатольевич Осинний.
Является одним из создателей музея аэроклуба «Сиблёт», а также создателем и единственным сотрудником Музея по авиакосмической тематике им. второго космонавта Советского Союза Германа Степановича Титова в районном центре Коченёво (пр. Марковцева 6).
В музее им организованы залы, посвящённые аэроклубу и его знаменитым выпускникам, реактивной авиации и Сибирскому военному авиационному училищу лётчиков (СВАУЛ), в котором учились космонавты Герман Титов, Павел Попович и Борис Волынов. Своё лётное мастерство будущие покорители космоса оттачивали в небе над Коченёво, где был учебный аэродром СВАУЛ. Главная тема залов второго этажа музея — покорение космоса.
Организовал поездку в Испанию для поиска останков Героя Советского Союза Александра Романова, уроженца села Медведское Черепановского района Новосибирской области, выпускника-лейтенанта школы военных лётчиков, отправившегося в Испанию на помощь республиканцам, сражавшимся с франкистами в 1938 году. Найти, где похоронен земляк, несмотря на помощь местных властей Испании, так и не удалось.
На данный момент живёт с семьёй в Новосибирске.